# Болотское (Калужская область)
Болотское — деревня в Жуковском районе Калужской области России. Входит в состав сельского поселения «Деревня Верховье».

## География
Находится южнее федеральной автотрассы  М-3 («Украина») на берегах рек Дырочная и Протва. Недалеко от деревни песчаный карьер Болотское. 
Рядом Любицы и Малая Росляковка. 

## История
В 1782 году относилась к Малоярославецкому уезду, во владении Экономической коллегии Синодального правления, ранее Троице-Сергиево монастыря, на правом берегу речки Диришны. Входила в деревни села Передоль.

## Население
| 2002 | 2010 |
| ---- | ---- |
| 1    | ↗3   |